# إرفينغ جونسون
إرفينغ جونسون (بالإنجليزية: Irving Johnson)‏ (و. 1905 – 1991 م) هو مستكشف، ومؤلف، وكاتب أمريكي، توفي عن عمر يناهز 86 عاماً.